# Wolica (szczyt)
Wolica (niem. Ochsenkoppe) – szczyt (766 m n.p.m.) w południowo-zachodniej Polsce, w Sudetach Środkowych.
Szczyt położony w środkowej części Gór Sowich, zbudowany z prekambryjskich paragnejsów, porośnięty lasem świerkowym. 